# Narsaq
Narsaq, ook wel Narssaq, is een plaats en voormalige gemeente in Zuid-Groenland. De gemeente telde 2033 inwoners in 2004, waarvan er 1705 in de plaats Narsaq leefden. In 2014 was het inwonertal van de plaats gezakt naar 1514. Verder maakten de plaatsen Igaliku, Narsarsuaq en Qassiarsuk onderdeel uit van de voormalige gemeente.
Op 1 januari 2009 is de gemeente opgeheven en opgegaan in de gemeente Kujalleq.
Per helikopter/veerboot zijn er verbindingen naar Paamiut, Qaqortoq en Narsarsuaq. De stad heeft een paar faculteiten van de Groenlandse universiteit te Nuuk.
De voormalige premier van Groenland, Aleqa Hammond, van de Siumut-partij, werd geboren in Narsaq op 23 september 1965.

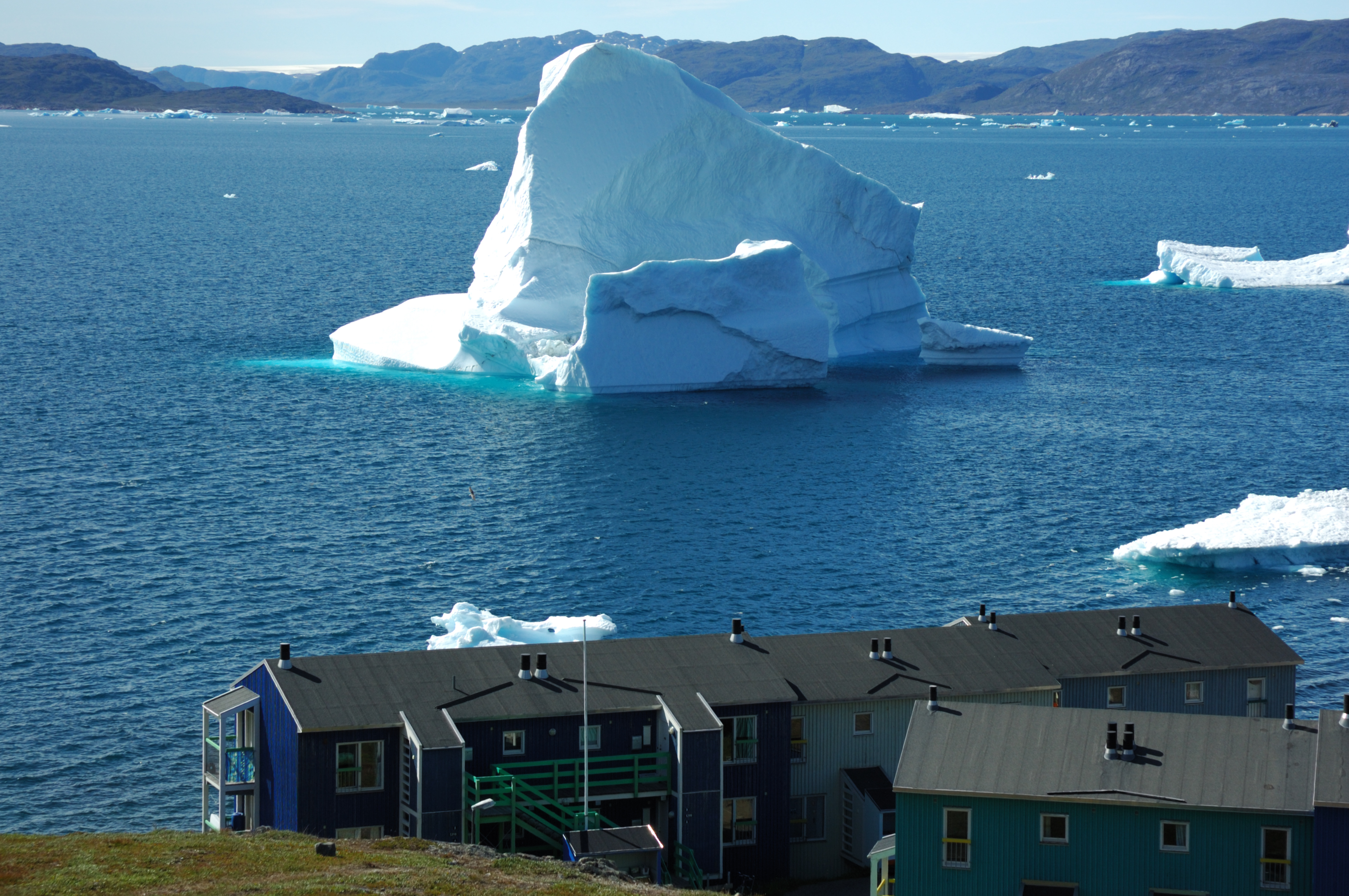
Een kleine ijsberg voor het dorp.

Voormalige landsdelen: Kitaa  · Tunu  · Avannaa

Voormalige gemeenten: Aasiaat  · Ammassalik · Ilulissat · Ittoqqortoormiit  · Ivittuut · Kangaatsiaq  · Maniitsoq · Nanortalik · Narsaq · Nuuk · Paamiut · Qaanaaq · Qaasuitsup · Qaqortoq · Qasigiannguit · Qeqertarsuaq · Sisimiut · Upernavik · Uummannaq